# بیمارستان آتیه
بیمارستان آتیه یک بیمارستان خصوصی فوق تخصصی با ظرفیت ۳۵۰ نفری در ناحیهٔ شمالیِ شهرک غرب در کلان‌شهر تهران است.

## تاریخچه
بیمارستان آتیه با ۱۵ اتاق عمل در زمینی به مساحت ۴۳۰۰ متر و زیربنای تقریبیِ ۲۴ هزار متر مربع در ۱۲ طبقه در شمال‌غرب تهران (شهرک غرب) واقع شده‌است.
این بیمارستان در ۱۵ بهمن ۱۳۷۷ آغاز به کار کرد.